# Bdelyrus bromeliatilis
Bdelyrus bromeliatilis är en skalbaggsart som beskrevs av Cook 1998. Bdelyrus bromeliatilis ingår i släktet Bdelyrus och familjen bladhorningar. Inga underarter finns listade.